# Бандол
Бандол (на френски: Bandol) е град в югоизточна Франция, част от департамент Вар на регион Прованс-Алпи-Лазурен бряг, предградие на Тулон. Населението му е около 7 900 души (2014).
Разположен е на брега на Средиземно море, на 14 километра западно от центъра на Тулон и на 36 километра югоизточно от Марсилия. Селището е основано през 1715 година от сеньорите на построено в края на XVI век укрепление и през следващите десетилетия бързо се разраства и става известно със своите вина, през XX век става и активен морски курорт.

## Известни личности
Починали в Бандол
- Алфред Кастлер (1902 – 1984), физик
- Луи Жан Люмиер (1864 – 1948), кинопионер
- Жан Оранш (1903 – 1991), сценарист